# Bohnstedt & Bergmans bomullsspinneri

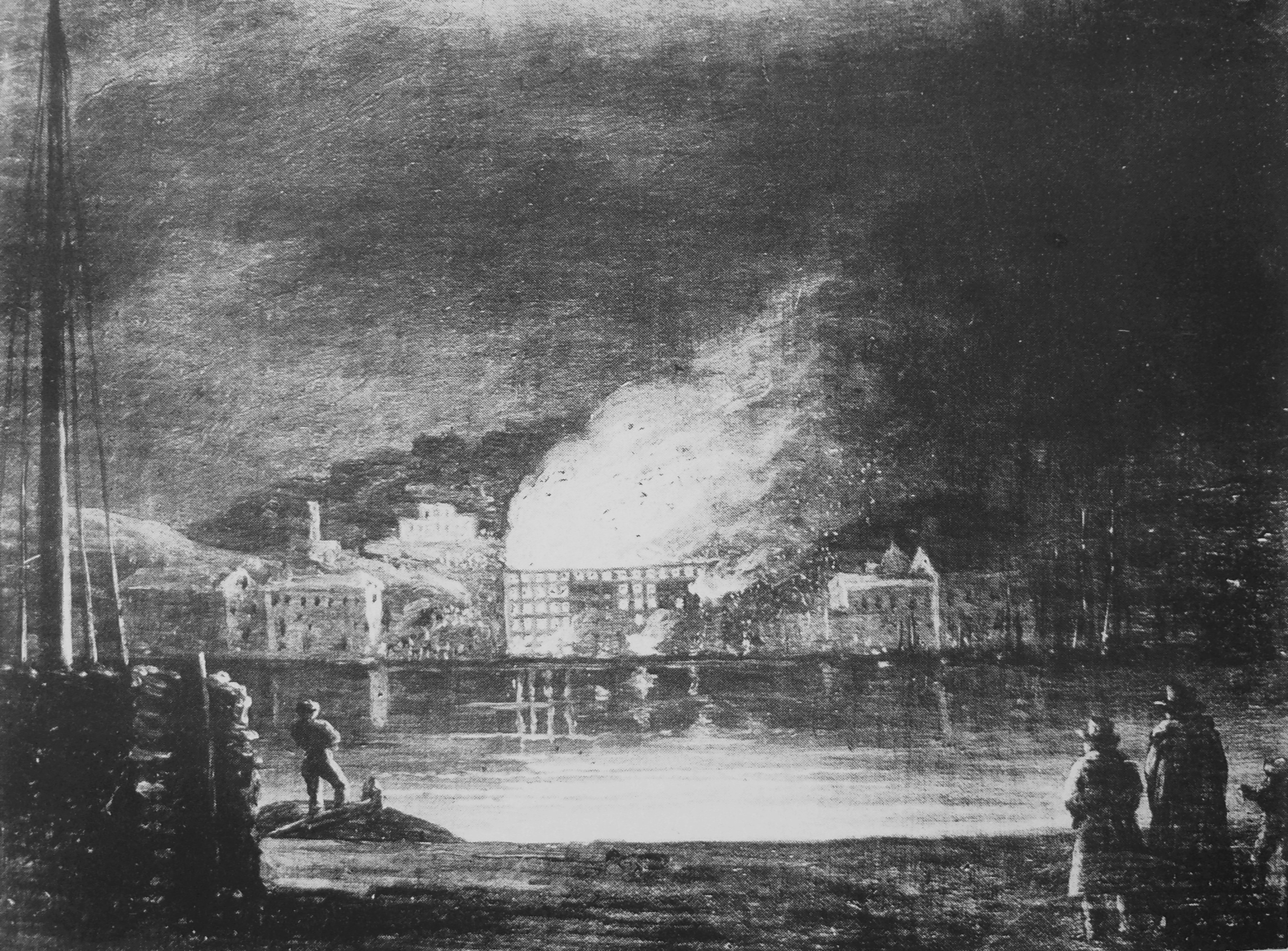
Bohnstedt & Bergmans bomullsspinneri brinner 1842. Oljemålning av Carl Stefan Bennet.

Bohnstedt & Bergmans Bomullsspinneri var ett spinneri för bomull på Södermalm i Stockholm. Fabriksanläggningen låg vid Stadsgården och förstördes i en häftig brand i januari 1842.

## Historik
Fabriken grundades 1834 av grosshandlarna J.C. Bohnstedt och A. Bergman. Lokalerna låg vid Stadsgården. Här kunde man producera all slags garnnumror, vilket fabriken var ensam om i Sverige vid den tiden. År 1836 hade man 3 200 spindlar i gång och deras antal ökade ständigt, från en till fabriken hörande maskinverkstad. Bohnstedt & Bergmans bomullsspinneri förfogade även över ett större antal maskinvävstolar, så kallade power looms, som skulle sättas igång tillsammans med en ångmaskin så fort konjunkturen tillät en utvidgning av fabrikens verksamhet.

## Branden
Den 22 januari 1842 förstördes Bohnstedt & Bergmans bomullsspinneri i en brand. Byggnaden och 1 000 famnar ved brann upp. Elden var så stark att åskådarna tvärs över Saltsjön på Skeppsbron överöstes med sot och gnistor. Branden  hade startat i fabrikens gasverk och spred sig till spinneriet, som tillsammans med flera andra byggnader brann ner helt. Med stor möda kunde magasinet och ovanför belägna hus räddas. Eldsvådan krävde flera dödsoffer och ledde till att 200 personer förlorade sina arbeten. Fabriken återuppbyggdes inte i Stockholm. För att undvika att en liknande katastrof skulle upprepas sökte ägarna efter en tomt där man som kraftkälla kunde utnyttja vatten i stället för den brandfarliga gasen. I Harg vid Nyköpingsån fann de tomten, där en ny textilfabrik med namnet Hargs fabrikers AB anlades 1843. Bomullsgarn var den största produkten. Hargs fabrikers AB existerade fram till 1960 då den kick i konkurs.